# B Beeranahalli, Shimoga
B Beeranahalli là một làng thuộc tehsil Shimoga, huyện Shimoga, bang Karnataka, Ấn Độ.